# Kęsowo (plaats)
Kęsowo is een dorp in het Poolse woiwodschap Koejavië-Pommeren, in het district Tucholski. De plaats maakt deel uit van de gemeente Kęsowo en telt 790 inwoners.